# Zoni (Sänger)
Zoni (* 12. April 1967 in Magdeburg; † 29. März 2025, eigentlich: Peter Niemann) war Sänger der ehemaligen Oi!-Band Verlorene Jungs und betrieb seit 2008 seine eigene Band Lost Boyz Army.

## Biografie
Zoni wuchs in Magdeburg auf. 1984/85 schloss er sich der wachsenden Skinhead-/Punk-Szene an. Dadurch geriet er in Konflikt mit dem Ministerium für Staatssicherheit und wurde mehrere Male verhaftet und verhört. Kurz vor dem Fall der Berliner Mauer gelang ihm die Ausreise in den Westen, wo er in einem Lager des Katastrophenschutzes in Wesel unterkam. Nachdem er kurze Zeit in einer Notunterkunft untergebracht war, zog er im März 1990 nach Friedrichsfeld. Er schloss sich der Gruppe Verlorene Jungs an, deren Sänger er bis 2008 blieb. Auf Grund persönlicher und musikalischer Differenzen stieg er aus und wurde durch Adrian „Schwefel“ Gnyp ersetzt.
Mitte 2008 gründete er seine eigene Band Lost Boyz Army, die bei Sunny Bastards einen Plattenvertrag erhielt. Neben seiner Bandtätigkeit schrieb er unter dem Pseudonym „Zonenpeter“ für Willi Wuchers Fanzine Scumfuck und arbeitete am Label sowie im Plattenladen mit. Zudem betrieb er eine Zeitlang einen eigenen T-Shirt- und Plattenversand namens Mr. Nobody.

## Diskografie

### Mit Verlorene Jungs
- 1996: Gekreuzte Hämmer (Demo)
- 1997: Einer von uns (CD/Pic LP, Scumfuck Mucke, Second Edition LP bei UK Records)
- 1998: Du gehörst dazu (CD, Eigenvertrieb, Pic LP bei United Kids Records, Second Edition LP bei UK Records)
- 2001: Engel oder Teufel? (CD, Bad Dog Records, Pic LP Take 'sm all Records)
- 2003: Ungeliebt (CD/LP, DSS Records (AT))
- 2005: Ich hoffe es tut weh… (CD, Sunny Bastards, Pic LP Rebellion Records (NL))
- 2006: Mal wieder Samstag Nacht (Split-CD/LP mit Soko Durst, Sunny Bastards/Psycho T)
- 2007: …für ein Stück Leben (CD, Sunny Bastards, Pic LP bei Randale Records)

### Mit Lost Boyz Army
- 2010: VMK Negativ (CD/LP, Sunny Bastards/UK Records)
- 2011: Unvergleichlich (CD/LP, KlangApartment)
- 2014: Denn das Leben wartet nicht (KB-Records)

### Gastbeiträge
- 1994: diverse Texte auf Schönen Gruß von Pöbel & Gesocks
- 1996: diverse Texte auf Oi Punk pervers von Pöbel & Gesocks
- 1998: diverse Texte auf 5 Millionen von Pöbel & Gesocks
- 1999: diverse Texte auf Hey, mein Freund von Rabauken
- 2006: Unser Leben auf Des Herzogs Werke von 180 Grad
- 2008: Markt Sektor One auf Tage deiner Jugend von Stomper 98